# Austrorhynchus scoparius
Austrorhynchus scoparius är en plattmaskart som beskrevs av Brunet 1965. Austrorhynchus scoparius ingår i släktet Austrorhynchus och familjen Polycystididae. Inga underarter finns listade i Catalogue of Life.